# Valeriano (mestre dos soldados)
Valeriano (em latim: Valerianus) foi um oficial bizantino do século VI, ativo durante o reinado do imperador Justiniano (r. 527–565). Era nativo da Trácia.

## Vida

### Origens e Guerra Vândala

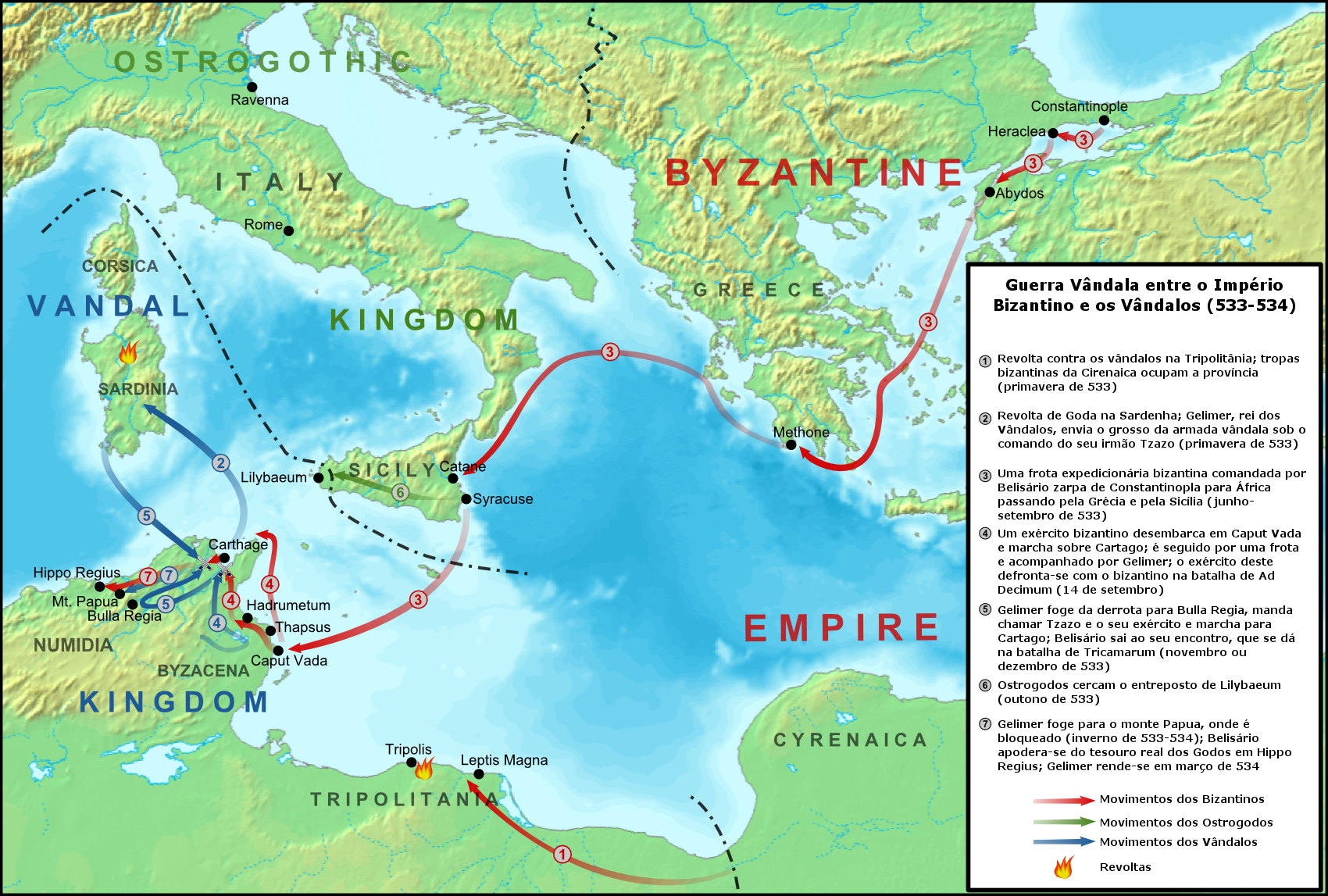
Diagramação da Guerra Vândala

Valeriano era nativo da Trácia. Era tio de Damião e, segundo o papa Pelágio I (r. 556–561), o irmão do patrício João, porém esta afirmação é provavelmente uma alusão que não pode ser levada em consideração literalmente. Em 533, era um dos nove oficiais que comandaram tropas federadas na expedição contra o Reino Vândalo.[a] Antes da força principal velejar em meados de junho de Constantinopla, ele e Martinho foram enviados à frente para esperar pelos outros no Peloponeso. Não desejando atrasá-los, no momento de sua partida, Justiniano ordenou que não retornassem ou desembarcassem. O episódio, visto como incidente, foi tratado como mal presságio; para Procópio, isso foi um sinal de alerta quanto a Estútias, o futuro rebelde na África. Eles foram para Metone, na Messênia, onde logo uniram-se a Belisário e o resto da expedição. Na África, Valeriano foi talvez um dos comandantes repelidos pelo rei Gelimero no Décimo Marco e em dezembro foi um arcontes que mantiveram a ala esquerda do exército imperial na Batalha de Tricamaro.

### Revolta na África e Guerra Gótica

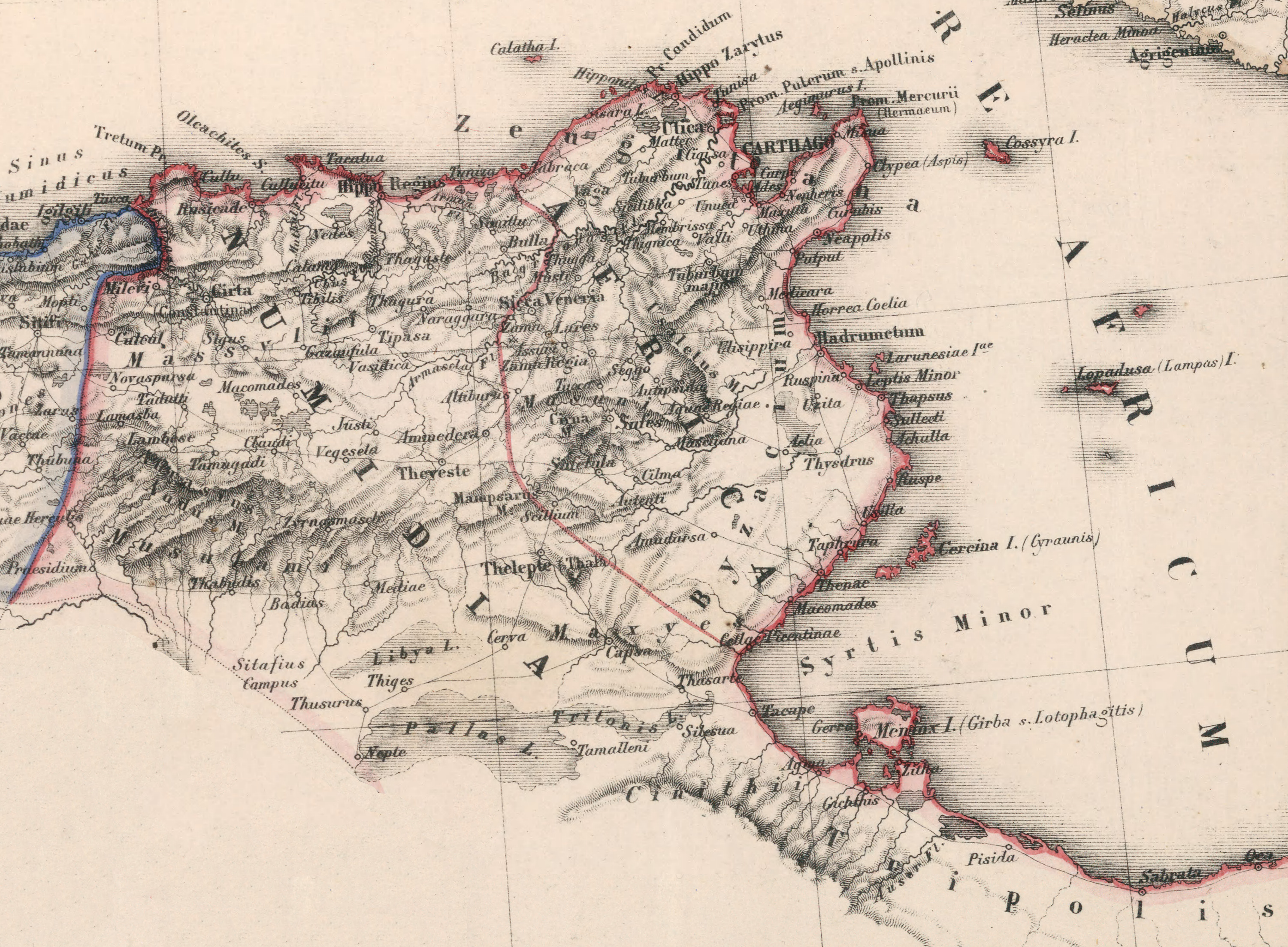
África romana, com as províncias de Bizacena, Zeugitânia e Numídia

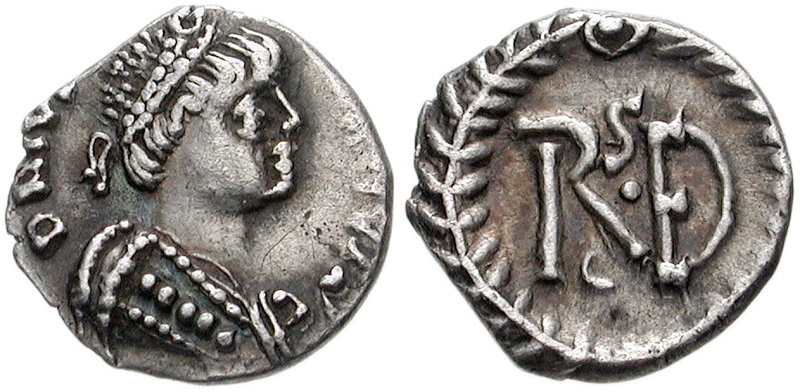
1/4 de síliqua de Vitige r.

Ele aparentemente permaneceu na África sob o prefeito pretoriano Salomão após Belisário retornar para Constantinopla em 534. Na primavera de 536, quando o exército amotinou, estava no comando com outros na Numídia. Martinho foi enviado por Salomão a ele e seus colegas para implorar que reganhassem a lealdade de seus soldados. Mais tarde naquele ano, ele e Martinho possivelmente foram reconvocados para Constantinopla; a PIRT sugere que, por ser o único citado pelo nome dentre aqueles na Numídia, pode ter sido o oficial sênior, talvez duque da Numídia, antes de Marcelo. Em dezembro, ele e Martinho foram enviados por Justiniano com um exército à Itália. À época, o ofício deles era presumivelmente o de mestre dos soldados, tendo ambos sido elevados em seguida a mestre dos dois exércitos; A PIRT sugere que Valeriano manteve sua posição ininterruptamente até 556 ou mesmo 559.
Eles velejaram tão longe quanto a Grécia, mas foram incapazes de seguir adiante, talvez pelo mal tempo, e invernaram na Etólia e Acarnânia. Talvez em março de 537, após um pedido urgente de ajuda de Belisário, que estava sendo sitiado em Roma, receberam ordens do imperador para ir à Itália a toda velocidade. Chegaram em Roma 20 dias depois que o Porto caiu para os godos de Vitige (r. 536–540) (2 de abril) com reforços compreendendo 16 mil cavaleiros, principalmente hunos, eslavos e antas. Em seguida, foram enviados por Belisário com 15 mil cavaleiros contra uma força de cavalaria gótica de cinco mil homens, que foi quase totalmente destruída. Em meados de junho, quando Eutálio aproximou-se da cidade trazendo o pagamento do exército, foram enviados por Belisário para o Campo de Nero para atrair a atenção dos godos. Na luta resultante, estiveram em grande perigo até os reforços de Bocas chegarem. Eles, por sua vez, resgataram Bocas quando estava cercado e ferido.
Mais tarde, provavelmente setembro ou outubro, sob ordens de Belisário, Valeriano reuniu todos os hunos do exército para construir um campo fortificado ao lado do rio Tibre, próximo de São Paulo Extramuros, sobre a Via Ostiense, que serviria para proteger os cavalos imperiais quando estivessem pastando e dificultar os movimentos dos godos. Uma vez construído, Valeriano retornou para Roma. Durante a trégua com os godos no inverno de 537-538, ele e Ildígero impediram que Constantino matasse Belisário. Não aparece nos relatos das campanhas de 538 e 539, exceto um episódio em Áuximo, o que indica que esteve o tempo todo próximo a Belisário. Na primavera ou outono de 539, estava com Belisário no Cerco de Áuximo. Valeriano enviou um dos eslavos sob seu comando para capturar alguém da cidade de modo a saber porque os godos sitiados ainda recusaram-se a se render e como resultado descobriu a traição de Burcêncio. Valeriano permaneceu na Itália com Belisário até a queda de Ravena. No verão de 540, era um dos quatro oficiais (os demais eram Herodiano, Ildígero e Martinho) que retornaram para Constantinopla com Belisário.

### Guerra Lázica

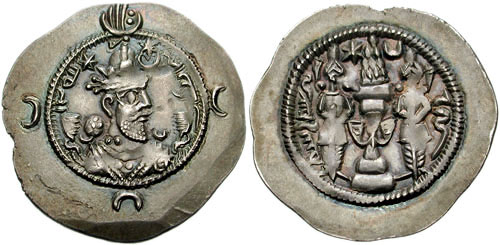
Dracma de r.

Expedições de Cosroes contra o Império Bizantino nas décadas de 540 e 570

Em 541, foi nomeado mestre dos soldados da Armênia e enviado ao fronte oriental com Belisário para enfrentar a Pérsia. Durante o ano de 541, encontrou e destruiu boa parte de um exército de hunos que Cosroes I (r. 531–579) enviou para desviar a atenção do ataque por ele conduzido contra Lázica. Em 543, recebeu emissários de Nabedes reclamando que os emissários imperiais Constanciano e Sérgio ainda não haviam chego para fazer a paz. Um dos emissários, o bispo de Dúbio, relatou que não havia obstáculos à paz do lado persa, enquanto o outro emissário, irmão do primeiro, privadamente relatou que Cosroes precisava da paz porque estava em grandes dificuldades com a revolta de seu filho mais velho e o surto de praga em seu exército. Valeriano, de acordo com Procópio, enviou os emissários com a mensagem para Cosroes de que os emissários imperiais chegariam logo, mas relatou a Justiniano as notícias sobre a Pérsia.
Justiniano instruiu Valeriano, Martinho e outros oficiais para unirem forças e invadirem a Armênia tão logo quanto possível. Valeriano estava acampado próximo de Teodosiópolis com suas tropas regulares e Narses o acompanhava. Martinho, Ildígero e Teoctisto fizeram acampamento em Citarizo, onde uniram-se pouco depois com Pedro e Adólio; Isaque já estava lá e Filemudo e Vero acamparam em Corzianena, não muito longe. A invasão começou em desordem, com Pedro invadindo primeiro por conta própria, seguido de Filemudo e Vero e então Martinho e Valeriano; eles uniram forças com os demais dentro do território persa. O exército avançou em direção de Dúbio sem pausar para roubar ou saquear no caminho. Em Anglo, cerca de 15 milhas de Dúbio, inesperadamente encontraram um exército sob Nabedes e enfrentaram-no numa desastrosa batalha que terminou na derrota total e fuga dos bizantinos; Valeriano comandou a ala direita do exército nessa batalha.
Enquanto exercia esta função, confiou 50 homens ao persarmênio desertor Artabanes, que demonstrou sua lealdade ao império a capturar e saquear uma fortaleza persa e retornar com enormes espólios para Valeriano. Em outra ocasião, capturou em combate na Armênia e enviou para Constantinopla um distinto persa e amigo íntimo de Cosroes chamado Bersabo. Em 547, foi reconvocado por Justiniano.

### Guerra Gótica

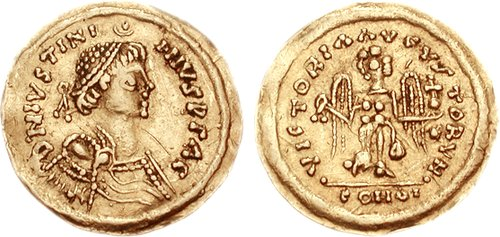
Tremisse emitido em Ticino sob o rei ostrogótico Tótila r.

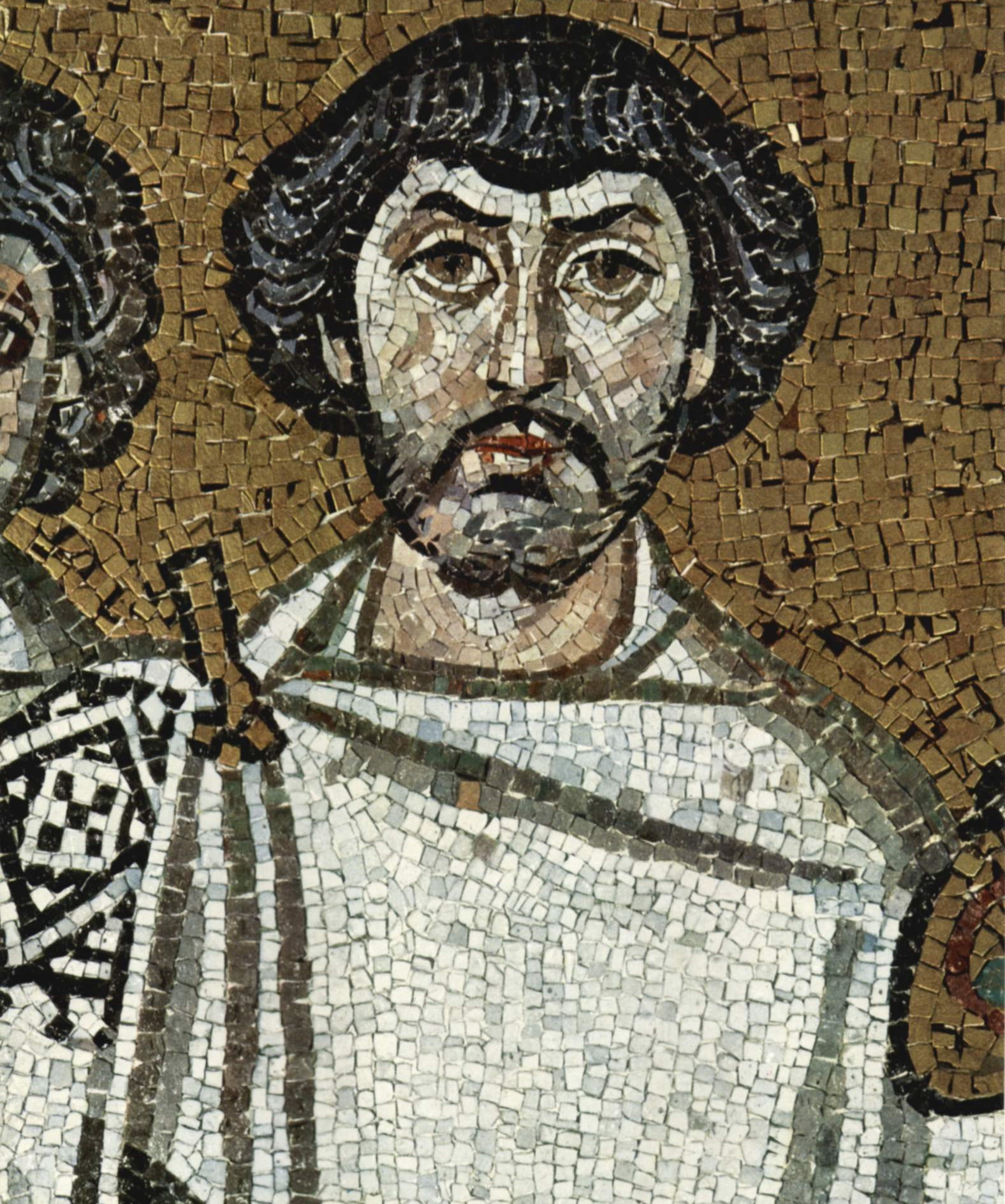
Belisário em detalhe de um mosaico da Basílica de São Vital

No final de 547, após Belisário pedir reforços na Itália, foi enviado à península com mil guardas. Chegou no Epiro em meados de dezembro e decidiu permanecer lá durante o inverno, enviando 300 de seus seguidores para João e afirmando que partiria na primavera; Jordanes menciona que Valeriano ficou estacionado no Epiro no inverno de 545/6, porém é provável que datou erroneamente o episódio. Na primavera de 548, recebeu ordens de Justiniano para juntar-se a Belisário tão logo quanto possível e cruzou para Hidrunto, onde encontrou-se com ele e Antonina. Em meados do verão, ele, Belisário, João e outros oficiais velejaram de Hidrunto numa expedição para aliviar Rusciana, que estava sendo sitiada pelo rei Tótila (r. 541–552). Uma tempestade violenta espalhou a frota, que reagrupou em Crotona e partiu novamente para Rusciana. Os godos impediram que aportassem e a frota retornou para Crotona, onde foi decidido que Belisário deveria deixar o exército sob João e Valeriano e retornar para Roma para organizar as próximas expedições e providenciar provisões.
Valeriano e João foram instruídos a desembarcar seus cavalos e homens, marchar por terra para Piceno e molestar os godos que estava sitiando alguns fortes lá na esperança de induzir Tótila a abandonar o cerco de Rusciana. João obedeceu, mas Valeriano, julgando ser um plano muito arriscado, escolheu velejar pela costa até Ancona e de lá uniu forças com João. Tótila, por sua vez, não abandonou o cerco e enviou dois mil homens para reforças os godos em Piceno contra as tropas imperiais. Valeriano não é citado entre 549-550, o que indica que permaneceu inativo, e em 551 é registrado em Ravena. Nesse ano Ancona estava sob cerco dos godos, e quando a cidade estava com nível de provisões muito baixo, Valeriano, incapaz de ajudá-la sozinho, escreveu para João informando que ajuda era urgentemente necessária. Pouco depois, encontrou-se com João em Escardona com 12 navios. Lá, após deliberarem, reuniram a frota e velejaram através do Adriático em direção a Sena Gálica, onde ancoraram não muito longe de Ancona. A frota gótica confrontou-os e na batalha naval subsequente os godos sofreram uma derrota decisiva. Os godos abandonaram o cerco e fugiram e os bizantinos ocuparam o campo deles e reaprovisionaram a guarnição de Ancona antes de partir. Depois disso, Valeriano retornou para Ravena.
Em 552, entre fevereiro e junho, quando os godos controlavam a Venécia e Ístria e a região inteira estava sob ameaça de raides francos, Valeriano recusou-se a permitir a consagração de um novo bispo em Mediolano até relatar a questão ao imperador e assegurar sua aprovação. Então, em julho / outubro, apesar da região estar pululando de inimigos, trouxe o novo bispo Vital e aquele que o ordenaria em Ravena. Nesse mesmo ano, Valeriano e Justino uniram-se a Narses em sua expedição pela Itália. Após chegar em Ravena em 6 de junho, o exército marchou dali para Arímino, passando por Petra Pertusa, e acampando próximo da Tumba dos Galos. Na Batalha da Tumba dos Galos, Valeriano foi comandante com João, o Glutão e Dagisteu da ala direita do exército.

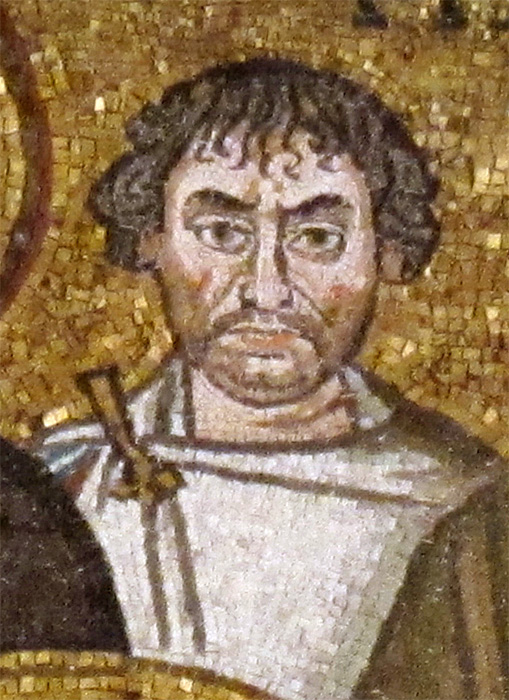
Narses em detalhe de um mosaico da Basílica de São Vital

Após a vitória imperial, foi enviado com Damião e suas tropas para escoltar os aliados lombardos à fronteira bizantina e assegurar que não causariam mal a ninguém. Depois de concluírem a missão, Valeriano sitiou Verona e estava quase negociando sua rendição com a guarnição, quando os francos na Venécia chegaram e forçaram-no a fugir com seu exército sem conseguir nada. Quando Teia tornou-se rei e começou a reorganizar os godos em Ticino, recebeu ordens para vigiá-lo próximo do rio Pó e dificultar seus movimentos enquanto Narses marchava contra Roma. Em seguida, capturou Petra Pertusa na via Flamínia e estava ainda lá quando convocado para acompanhar Narses na Campânia contra Teia, que havia marchado por rotas alternativas para aliviar Cumas.
Apesar de não mencionado, talvez esteve na Batalha do Monte Lactário de outubro, bem como no Cerco de Cumas que se seguiu, quando Narses por algum tempo usou todo seu exército. No verão de 553, quando a Itália foi invadida pelos francos e alamanos sob Leutário I e Butilino, Narses reuniu seu exército principal e enviou-o sob Valeriano, João, Artabanes, Fulcário e outros oficiais à Emília para evitar que os invasores cruzassem os Apeninos ou ao menos molestar seu avanço. Valeriano não é citado, mas talvez acompanhou o exército com João em 553 e então na primavera de 554 reuniu-se com o resto do exército de Narses em Roma. No final do verão, Narses marchou com todo o exército de Roma para Cápua para confrontar Butilino. Na Batalha de Cápua, Valeriano estava estacionado na ala direita com Artabanes, com ordens para esperar escondidos até o inimigo atacar. O plano funcionou e a batalha terminou na destruição de Butilino e boa parte de sua força. Valeriano possivelmente retornou com o resto de seu exército para Roma e deve ter participado no Cerco de Compsa, que terminou na primavera de 555. Depois, retornou para Constantinopla, talvez escoltando os cativos de Compsa.

### Guerra Lázica e Itália

Lázica

No começo da primavera de 556, Valeriano estava em Lázica. Talvez como mestre dos soldados do Oriente, participou, ao lado de Martinho e outros oficiais, da defesa de Fásis contra um ataque persa; ele defendeu a porção oriental das muralhas. Desaparece das fontes até 559, quando recebeu, no norte da Itália, duas epístolas do papa Pelágio I (r. 556–561). Pelágio solicitou que ele e o patrício João prendessem e enviassem ao imperador os bispos cismáticos da Venécia e Ístria. Pouco depois, Valeriano foi reprovado por Pelágio por solicitar que o cismático Paulino I de Aquileia recebesse João em comunhão novamente e recebeu o pedido de enviar Paulino e Auxano de Mediolano ao imperador para julgamento. Aparece nas cartas como patrício e é possível que ele e João eram os comandantes responsáveis de recuperar o norte da Itália para o império. Viveu até idade avançada e faleceu em Bríxia, onde foi sepultado na Igreja de Faustino na qual comprou sua tumba do bispo local. Segundo o papa Gregório I (r. 590–604), seu comportamento foi caracterizado por uma vida desregrada até o fim.